# Philipp Müller (Kutschenfabrikant)
Philipp Müller, auch Fülöp Müller, (* 21. November 1760 in Bensheim; † 6. Februar 1841 in Krisztinaváros) war ein deutscher Kutschenfabrikant in Ungarn.  

## Leben
Philipp Müller stammt aus Bensheim, wo er – vermutlich bei seinem Vater Bernard Müller, einem Sattlermeister – den Sattlerberuf erlernte. Um 1780 wanderte er aus Deutschland aus und kam nach Buda. Am 31. Oktober 1791 erhielt er das Bürgerrecht der Stadt. 1785/1786 gründete er in Krisztinaváros eine privilegierte Wagenfabrik, die er – bahnbrechend und gegen den Willen der Zünfte – als heterogene Manufaktur (mit Handwerksmeistern aller für die Kutschenherstellung notwendigen Arbeitsbereiche: Tischlerei, Schlosserei, Sattlerei, Lackiererei usw.) betrieb. Müller führte technische Neuerungen ein, die zur Sicherheit der Fahrzeuge beitrugen; so z. B. die von Machay erfundene Kutschenbremse. Beides garantierte eine hohe Qualität der von ihm produzierten Kutschen. Seit 1796 bestand eine vertraglich vereinbarte Zusammenarbeit mit einer Kutschenfabrik in Pozsony (Bratislava). Die Müllerschen Kutschen hatten in ganz Ungarn einen ausgezeichneten Ruf und erzielten einen sehr guten Absatz. 1838 verkaufte Philipp Müller seine Fabrik an Michael Schnapp, einen aus Fischamend nach Buda eingewanderten Kutschenhersteller. 
Philipp Müller war dreimal verheiratet. Das erste Kind aus der ersten Ehe war Theresia. Sie wurde die Mutter von Ignaz Semmelweis, dem „Retter der Mütter“. 
Einer seiner Schwiegersöhne, Jakob Kölber, ging bei ihm in die Lehre und gründete später eine eigene Kutschenfabrik in (Buda-)Pest, die unter anderem auch den europäischen Hochadel belieferte.
Philipp Müller war Mitglied des Stadtrats von Buda und fungierte 1820 als Richter (biro) in Krisztinaváros.
Er starb am 6. Februar 1841 in Krisztinaváros.